# Norrie Woodhall
Norrie Woodhall (Dorset, 18 dicembre 1905 – Londra, 25 ottobre 2011) è stata un'attrice teatrale britannica.

## Biografia
Era l'ultima superstite degli Hardy Players, un gruppo teatrale degli anni venti che incentrava le proprie rappresentazioni sul lavoro di Thomas Hardy. Norrie Woodhall incontrò il gruppo nel 1924. Il gruppo si sciolse alla morte del drammaturgo nel 1928, ma venne riformato nel 2005 e così l'attrice, all'età di 100 anni, tornò sul palco con nuovi compagni.
Nel 2010, sovvenzionata dall'Università di Exeter e dal Dorset Country Museum, offrì 58.000 sterline ad un'asta per una collezione delle opere di Hardy. È morta nel 2011 all'età di 105 anni.